# 齊柏林飛船P級
齊柏林飛船P級（英語：Zeppelin P Class），為齊柏林飛船中第一種專為軍事用途所設計的級別，在一戰爆發後開始大量生產。  共有22艘P級飛船被製造出來，其中有12艘是加長版，稱為Q級。他們被大量使用在1915至1916年間，對大英帝國的空襲行動中，以及北海和波羅的海的海上巡邏工作，甚至被派駐至東線和東南線戰場。

## 設計
P級是齊柏林飛船M級的加長版，西元1914年8月5日，齊柏林公司向德意志帝國海軍部提出了以齊柏林飛船二十六號（德語：Zeppelin LZ 26）為基礎的設計。LZ 26飛船是齊柏林飛船系列中，首個使用杜拉鋁建造船身構造的種類，且船身構造皆有使用強化龍骨，並在德国飞艇旅行公司用於乘客業務。該設計的氣體攜帶量為880,000立方英尺（25,000立方）到1,126,000立方英尺（31,900立方） ，並使用四具發動機。 因為船身加大，飛船的炸彈攜帶量也增加了，此外還新增了封閉式的船艙，上一型的M級飛船船艙是開放式的。
P級具有更流線型的船身，總長163.5公尺（536.5英寸），其中60公尺（197英尺）為平行的。  動力來自四具六缸梅巴赫 CX引擎，每具 210匹馬力（160千瓦特）。但後來的樣船採用的是四具梅巴赫 HSLu引擎，每具180 kW（240 hp）。船身結構由16根10（32.8英尺）長的圓形杜拉鋁結構組成，這16根結構中，又有17根橫向的三角型結構來減少船體的橫向負荷，最上方的橫向結構則是W型。船體中共有16個包裹三層槌金皮的棉製氣囊，但製作氣囊的棉花短缺，因此部分的氣囊是使用較重的膠布製作。自動卸壓閥安裝在氣囊的底部，並未安裝任何氫氣導氣管將氣體排出，廢氣會直接在氣囊到未塗上任何塗料的船頂空間之間消散。部分的氣囊頂端裝有手動的調節閥。飛船的操控區設置在前吊籃，吊籃結構分成兩部分，兩個部分中間有個小縫隙，來避免引擎傳動的振動影響到船員艙的休息品質。前吊籃的前段結構又分成三個隔間，從前到後分別是控制區、無線電是和官房，吊籃左右兩邊都開有小窗口，上面裝有機槍。引擎艙包含了一個引擎和齒輪減速裝置，並透過該裝置驅動螺旋槳。近船尾引擎吊籃裝有排列成一直線的三個引擎，中間的引擎較靠近船尾，而左右兩個則稍微比中間的引擎前面，並安裝在吊籃兩邊。引擎都是可以反轉的，這個設計在飛船進行系泊時非常方便。和前吊籃一樣，後吊籃也在兩邊開有小窗口並安裝了機槍。方向舵後面還有一個小的艙間裝有一挺機槍，船身上方也有兩到三個機槍位，可從前吊籃爬上梯子前往船身上的機槍位。炸彈會預先綑綁在船身下的掛架上，並從控制室電子投彈。
1915年晚期，面對敵方加強的防禦措施，齊柏林飛船引進了Q級飛船。該級船身加長了15（49英尺），氣體裝載量增加 1,264,100立方英尺（35,800立方） ，而升限增加大約 1,500英尺（460）。大多數存活的P級飛船都進行了改造將船身加長成Q級。

## 服務歷史

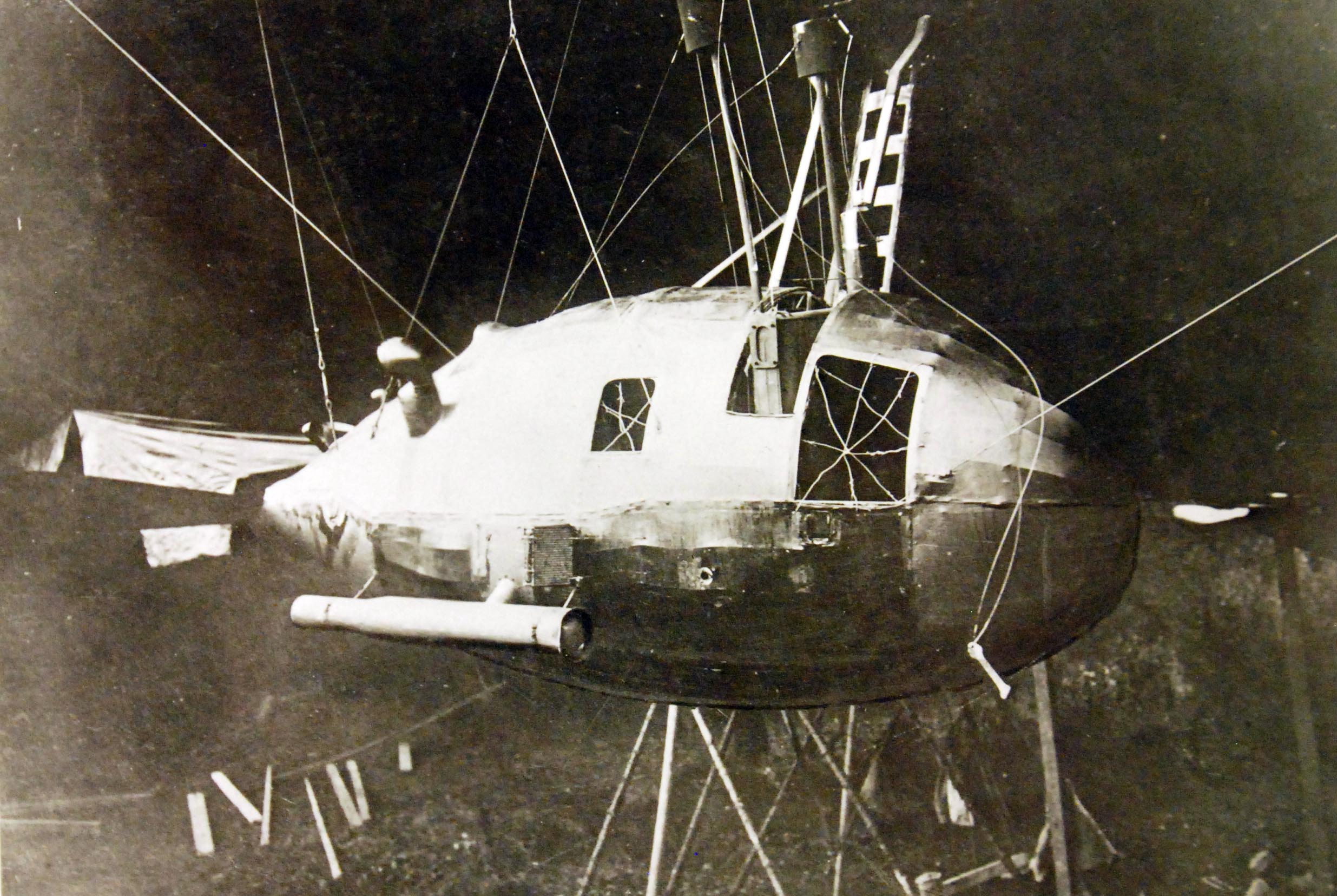
墜毀後的齊柏林第四十九號飛船（軍用編號：LZ 79）的吊籃殘骸。

P級和Q級齊柏林飛船都是提供給德意志帝國陸軍和海軍使用。雖然轟炸襲擊是他們最知名的功用，但其實它們最常被海軍用於北海和波羅的海的巡邏任務。P級飛船在1917年除役，絕大多數都沒有因意外或作戰而損失，最後倖存的飛船都在1917年9月解體。 P級的最後一艘飛船：齊柏林飛船第五十號（軍用編號：L 16），被降級為訓練用飛船，並在1917年失事墜毀於諾爾德霍爾茨基地。 同系列的齊柏林飛船第四十六號（軍用編號：L 14）進行過對英國42次偵察任務和17次的攻擊行動，存活至戰後被船員於1919年6月拆毀。
首艘完工的齊柏林P級飛船是齊柏林飛船第三十八號，1915年3月3日首飛並交接給德國軍方。在一系列襲擊英格蘭東海岸的任務後，他在1915年3月31日對倫敦投下1,400（3,000英磅） 的炸彈，成為第一艘轟炸倫敦的航空器，該次襲擊造成七人死亡。英國在這次襲擊後限制了新聞報導，以往的新聞都會對襲擊進行詳細報導，但在限制出現後，新聞僅能報導襲擊的大略內容。  三十八號飛船進行了五次對英格蘭的襲擊，1915年6月7日，在對埃韋勒進行轟炸時被擊落。
齊柏林飛船第四十號（軍用編號：L 10）為德國海軍首艘完全由己方人員飛行的飛船，並在1915年6月4日參與轟炸倫敦的任務。該飛船參與過五次襲擊任務、八次偵察任務，在1915年9月3日因為雷擊而在近德國諾伊韋克的北海海域墜毀，機上20名機組員全數罹難。
1915年9月8日，在齊柏林飛船第四十五號（軍用編號：L 13）船長：海因里希·馬希的指揮下，該飛船成為在歷史上首個轟炸倫敦市中心的航空器，造成靠近聖保羅大教堂北邊的紡織品倉庫起火，造成超過五十萬英鎊的財物損失，根據統計，一戰時期，英國大約六分之一的財物損失是由於轟炸而造成的。
第四十七號（軍用編號：LZ 77）和第四十九號（軍用編號：LZ 79）飛船被派駐在那慕爾，並用於對巴黎的轟炸任務。第四十九號飛船在1月29號和30號期間對巴黎進行轟炸，但被當地的地面防空火力所傷，最後在比利時阿塔迫降時墜毀。陸軍所使用的齊柏林飛船在凡爾登戰役早期，多用於協助陸軍活動。2月21日，德軍攻勢的第一天，四到六艘的齊柏林飛船預計對法軍補給線進行襲擊。第六十五號（軍用編號：LZ 95）飛船（第一艘Q級齊柏林飛船），因為地面防空火力而嚴重受損，並在那慕爾降落時墜毀。第四十七號（軍用編號：LZ 77）P級飛船在飛越勒维尼時受到防空火力攻擊並著火，船上11名船員死亡，而第五十八號（軍用編號：LZ 88）飛船因暴風雪而被迫返回基地。
陸軍的第八十五號、八十六號飛船則被部屬在東線前線。第八十五號曾兩次成功襲擊塞萨洛尼基，但在1916年3月5日的第三次的襲擊行動中被英國前無畏艦阿迦們農號攻擊，最終降落於瓦爾達沼澤。 機上12名組員全數被俘虜，飛船結構被打撈起來，在稍做修復後，展示於塞薩洛尼基白塔。
第五十一號（軍用編號：LZ 81）被部屬於巴爾辦半島的前線，1915年11月9日運送外交人員跨越交戰中的塞爾維亞，前往保加利亞索菲亞。後來，第五十一號襲擊兩次布達佩斯後，1916年9月27日，墜落於保加利亞諾沃。

## P級飛船列表
| （LZ為齊柏林飛船之意，舉例：LZ 38，意即齊柏林飛船第三十八號，以此類推） LZ 38（軍用編號：LZ 38）服役於德意志帝國陸軍 LZ 40（軍用編號：L10）服役於德意志帝國海軍 LZ 41（軍用編號：L11）服役於德意志帝國海軍 LZ 42（軍用編號：LZ 72）服役於德意志帝國陸軍 LZ 43（軍用編號：L12）服役於德意志帝國海軍 LZ 44（軍用編號：LZ 74）服役於德意志帝國陸軍 LZ 45（軍用編號：L13）服役於德意志帝國海軍 LZ 46（軍用編號：L14）服役於德意志帝國海軍 LZ 47（軍用編號：LZ 77）服役於德意志帝國陸軍 LZ 48（軍用編號：L15）服役於德意志帝國海軍 LZ 49（軍用編號：LZ 79）服役於德意志帝國陸軍 LZ 50（軍用編號：L16）服役於德意志帝國海軍 LZ 51（軍用編號：LZ 81）服役於德意志帝國陸軍 LZ 51A（軍用編號：LZ 81）服役於德意志帝國陸軍，轉換自LZ 51 | LZ 52（軍用編號：L18）服役於德意志帝國海軍 LZ 53（軍用編號：L17）服役於德意志帝國海軍 LZ 54（軍用編號：L19）服役於德意志帝國海軍 LZ 55（軍用編號：LZ 85）服役於德意志帝國陸軍 LZ 56（軍用編號：LZ 86）服役於德意志帝國陸軍 LZ 56A（軍用編號：LZ 86）服役於德意志帝國陸軍，轉換自LZ 56A LZ 57（軍用編號：LZ 87）服役於德意志帝國陸軍 LZ 57A（軍用編號：LZ 87）服役於德意志帝國陸軍，轉換自LZ 57 LZ 58（軍用編號：LZ 88）服役於德意志帝國陸軍 LZ 58A（軍用編號：LZ 88）服役於德意志帝國陸軍，轉換自LZ 58 LZ 60（軍用編號：LZ 90）服役於德意志帝國陸軍 LZ 60A（軍用編號：LZ 90）服役於德意志帝國陸軍，轉換自LZ 60 LZ 63（軍用編號：LZ 93）服役於德意志帝國陸軍 LZ 63A（軍用編號：LZ 93）服役於德意志帝國陸軍，轉換自LZ 63 |

基本诸元
- 乘员： 19名
- 长度： 163.50公尺（536英呎5英吋）
- 直径： 18.69公尺（61英呎4英吋）
- 体积： 32920立方公尺（1,162,400立方英呎）
- 发动机： 4 × 梅巴赫 3M C-X六缸直列活塞引擎，160千瓦（210匹馬力） 每个

性能
- 最大速度： 92公里/時（英里/時）
- 巡航速度： 63公里/時（英里/時）
- 实用升限： 3500公尺（11600英呎）

武器
- 7－8挺機槍，陸軍的飛船通常使用魯格MG 14機槍（英语：Parabellum MG 14），海軍則是使用MG08機槍
- 2000公斤（4400磅）的炸彈，若減少燃料裝載量，可有更高的炸彈酬載量

## 註腳
1. ↑  Robinson 1971, p. 35
2. ↑  Robinson 1973, p.95
3. ↑  Robinson 1973, pp.96-100
4. ↑  Robinson 1973, p.101.
5. ↑  Robinson 1973, p. 334
6. ↑  Robinson 1971, p.385
7. ↑  Robinson 1973, p.103.
8. ↑  Robinson 1973, pp.102-3.
9. ↑  Robinson 1973, p. 333
10. ↑  Robinson 1971, p.384
11. ↑  Robinson 1971 p. 109
12. ↑  Robinson 1973, p. 114
13. ↑  Robinson 1973, p. 113
14. ↑  . News in Brief. The Times (41171) (London). 19 May 1916. col D, p. 8. 模板中使用了待废弃的参数